# Onisciente Coletivo
Onisciente Coletivo è un album del gruppo Hardcore punk brasiliano Ratos de Porão.

## Tracce
1. Terror Declarado
2. Engrenagem
3. Playbaloser
4. Próximo alvo
5. O sistema me engoliu
6. Medo
7. Fragments of conquest
8. Vai ficar preto
9. Conspiração Subliminar
10. Rabia Social
11. Necrochorume
12. Problemão
13. Cybergenocídio
14. Onisciente Coletivo
15. Deus é amor